# Artabotrys
Genre
Artabotrys est un genre de plantes à fleurs de la famille des Annonaceae. Ce sont de petits arbres et des arbustes ayant une tendance à grimper originaires des régions tropicales de l'Ancien Monde.

## Liste d'espèces
Selon BioLib (24 juillet 2017) :
- Artabotrys fragrans Jovet-Ast
- Artabotrys hainanensis R. E. Fries
- Artabotrys hexapetalus (L. f.) Bhandari
- Artabotrys hongkongensis Hance
- Artabotrys multiflorus C. E. C. Fischer
- Artabotrys pilosus Merrill & Chun
- Artabotrys punctulatus C. Y. Wu ex S. H. Yuan
- Artabotrys rhynchocarpus C. Y. Wu ex S. H. Yuan

Selon Catalogue of Life (24 juillet 2017) :
- Artabotrys aeneus Ast
- Artabotrys antunesii Engl. & Diels
- Artabotrys arachnoides J. Sinclair
- Artabotrys atractocarpus I. M. Turner
- Artabotrys aurantiacus Engl. & Diels
- Artabotrys blumei Hook. f. & Thomson
- Artabotrys brachypetalus Benth.
- Artabotrys brevipes Craib
- Artabotrys burmanicus A. DC.
- Artabotrys cagayensis Merr.
- Artabotrys camptopetala Diels
- Artabotrys carnosipetalus Jessup
- Artabotrys caudatus Hook. f. & Thomson
- Artabotrys coccineus Keay
- Artabotrys collinus Hutch.
- Artabotrys congolensis De Wild. & T. Durand
- Artabotrys costatus King
- Artabotrys crassifolius Hook. f. & Thomson
- Artabotrys crassipetalus Pellegr.
- Artabotrys cumingianus S. Vidal
- Artabotrys dahomensis Engl. & Diels
- Artabotrys darainensis Deroin & L. Gaut.
- Artabotrys dielsianus Le Thomas
- Artabotrys fragrans Ast
- Artabotrys gossweileri Baker f. ex Exell
- Artabotrys gracilis King
- Artabotrys grandifolius King
- Artabotrys hainanensis R. E. Fr.
- Artabotrys harmandii Finet & Gagnep.
- Artabotrys hexapetalus (L. f.) Bhandari
- Artabotrys hienianus Bân
- Artabotrys hirtipes Ridl.
- Artabotrys hispidus Sprague & Hutch.
- Artabotrys hongkongensis Hance
- Artabotrys inodorus Zipp. ex Miq.
- Artabotrys insignis Engl. & Diels
- Artabotrys intermedius Hassk.
- Artabotrys jacques-felicis Pellegr.
- Artabotrys jollyanus Pierre ex Engl. & Diels
- Artabotrys kinabaluensis I. M. Turner
- Artabotrys kurzii Hook. f. & Thomson
- Artabotrys lanuginosus Boerl.
- Artabotrys lastoursvillensis Pellegr.
- Artabotrys le-testui Pellegr.
- Artabotrys libericus Diels
- Artabotrys likimensis De Wild.
- Artabotrys longistigmatus Nurainas
- Artabotrys lowianus Scort. ex King
- Artabotrys luteus Elmer
- Artabotrys luxurians Ghesq. ex Cavaco & Keraudren
- Artabotrys macrophyllus Hook. f.
- Artabotrys macropodus I. M. Turner
- Artabotrys madagascariensis Miq.
- Artabotrys maingayi Hook. f. & Thomson
- Artabotrys modestus Diels
- Artabotrys monteiroae Oliv.
- Artabotrys multiflorus C. E. C. Fisch.
- Artabotrys nicobarianus D. Das
- Artabotrys nigericus Hutch.
- Artabotrys oblanceolatus Craib
- Artabotrys oblongus King
- Artabotrys ochropetalus I. M. Turner
- Artabotrys oliganthus Engl. & Diels
- Artabotrys oxycarpus King
- Artabotrys pallens Ast
- Artabotrys palustris Louis ex Boutique
- Artabotrys pandanicarpus I. M. Turner
- Artabotrys petelotii Merr.
- Artabotrys phuongianus Bân
- Artabotrys pierreanus Engl.
- Artabotrys pilosus Merr. & Chun
- Artabotrys pleurocarpus Maingay ex Hook. f. & Thomson
- Artabotrys polygynus Miq.
- Artabotrys porphyrifolius Nurainas
- Artabotrys punctulatus C. Y. Wu
- Artabotrys rhynchocarpus C. Y. Wu
- Artabotrys robustus Louis ex Boutique
- Artabotrys roseus Boerl.
- Artabotrys rufus De Wild.
- Artabotrys rupestris Diels
- Artabotrys sarawakensis I. M. Turner
- Artabotrys scortechinii King
- Artabotrys scytophyllus (Diels) Cavaco & Keraudren
- Artabotrys siamensis Miq.
- Artabotrys speciosus Kurz ex Hook. f. & Thomson
- Artabotrys spinosus Craib
- Artabotrys stenopetalus Engl.
- Artabotrys stolonifer Elmer
- Artabotrys stolzii Diels
- Artabotrys suaveolens (Blume) Blume
- Artabotrys sumatranus Miq.
- Artabotrys taynguyenensis Bân
- Artabotrys tetramerus Bân
- Artabotrys thomsonii Oliv.
- Artabotrys tomentosus Nurainas
- Artabotrys uniflorus (Griff.) Craib
- Artabotrys vanprukii Craib
- Artabotrys veldkampii I. M. Turner
- Artabotrys velutinus G. Elliot
- Artabotrys venustus King
- Artabotrys vidaliana Elmer
- Artabotrys vietnamensis Bân
- Artabotrys vinhensis Ast
- Artabotrys wrayi King
- Artabotrys zeylanicus Hook. f. & Thomson

Selon GRIN (24 juillet 2017) :
- Artabotrys hexapetalus (L. f.) Bhandari

Selon ITIS (24 juillet 2017) :
- Artabotrys hexapetalus (L. f.) Bhandari

Selon NCBI (24 juillet 2017) :
- Artabotrys aurantiacus
- Artabotrys brachypetalus
- Artabotrys carnosipetalus
- Artabotrys crassifolius
- Artabotrys gracilis
- Artabotrys harmandii
- Artabotrys hexapetalus
- Artabotrys hongkongensis
- Artabotrys longistigmatus
- Artabotrys macrophyllus
- Artabotrys madagascariensis
- Artabotrys modestus
- Artabotrys monteiroae
- Artabotrys oblongus
- Artabotrys pierreanus
- Artabotrys spinosus
- Artabotrys stolzii
- Artabotrys suaveolens
- Artabotrys thomsonii
- Artabotrys velutinus

Selon The Plant List (24 juillet 2017) :
- Artabotrys aereus Ast
- Artabotrys antunesii Engl. & Diels
- Artabotrys arachnoides J.Sinclair
- Artabotrys atractocarpus I.M.Turner
- Artabotrys aurantiacus Engl. & Diels
- Artabotrys brachypetalus Benth.
- Artabotrys brevipes Craib
- Artabotrys burmanicus A.DC.
- Artabotrys cagayanensis Merr.
- Artabotrys camptopetalus Diels
- Artabotrys carnosipetalus Jessup
- Artabotrys caudatus Wall. ex Hook.f. & Thomson
- Artabotrys coccineus Keay
- Artabotrys collinus Hutch.
- Artabotrys congolensis De Wild. & T.Durand
- Artabotrys costatus King
- Artabotrys crassifolius Hook.f. & Thomson
- Artabotrys crassipetalus Pellegr.
- Artabotrys cubittii Chatterjee
- Artabotrys cumingianus S.Vidal
- Artabotrys dahomensis Engl. & Diels
- Artabotrys darainensis Deroin & L.Gaut.
- Artabotrys dielsianus Le Thomas
- Artabotrys fragrans Ast
- Artabotrys gossweileri Baker f.
- Artabotrys gracilis King
- Artabotrys grandifolius King
- Artabotrys hainanensis R.E.Fr.
- Artabotrys harmandii Finet & Gagnep.
- Artabotrys hexapetalus (L.f.) Bhandari
- Artabotrys hienianus Bân
- Artabotrys hildebrandtii O.Hoffm.
- Artabotrys hirtipes Ridl.
- Artabotrys hispidus Sprague & Hutch.
- Artabotrys honkongensis Hance
- Artabotrys inodorus Zipp.
- Artabotrys insignis Engl. & Diels
- Artabotrys jacques-felicis Pellegr.
- Artabotrys jollyanus Pierre
- Artabotrys kurzii Hook.f. & Thomson
- Artabotrys lanuginosus Boerl.
- Artabotrys lastoursvillensis Pellegr.
- Artabotrys le-testui Pellegr.
- Artabotrys libericus Diels
- Artabotrys likimensis De Wild.
- Artabotrys longistigmatus Nurainas
- Artabotrys lowianus King
- Artabotrys luteus Elmer
- Artabotrys luxurians Ghesq. ex Cavaco & Keraudr.
- Artabotrys macrophyllus Hook.f.
- Artabotrys macropodus I.M.Turner
- Artabotrys madagascariensis Miq.
- Artabotrys maingayi Hook.f. & Thomson
- Artabotrys modestus Diels
- Artabotrys monteiroae Oliv.
- Artabotrys multiflorus C.E.C.Fisch.
- Artabotrys nicobarianus D.Das
- Artabotrys oblanceolatus Craib
- Artabotrys oblongus King
- Artabotrys ochropetalus I.M.Turner
- Artabotrys oliganthus Engl. & Diels
- Artabotrys oligospermus Danguy
- Artabotrys oxycarpus King
- Artabotrys pallens Ast
- Artabotrys palustris Louis ex Boutique
- Artabotrys pandanicarpus I.M.Turner
- Artabotrys parkinsonii Chatterjee
- Artabotrys petelotii Merr.
- Artabotrys phuongianus Bân
- Artabotrys pierreanus Engl. & Diels
- Artabotrys pilosus Merr. & Chun
- Artabotrys pleurocarpus Maingay ex Hook.f. & Thomson
- Artabotrys polygynus Miq.
- Artabotrys porphyrifolius Nurainas
- Artabotrys punctulatus C.Y.Wu
- Artabotrys rhynchocarpus C.Y.Wu
- Artabotrys roseus Boerl.
- Artabotrys rufus De Wild.
- Artabotrys rupestris Diels
- Artabotrys sarawakensis I.M.Turner
- Artabotrys scortechinii King
- Artabotrys scytophyllus (Diels) Cavaco & Keraudren
- Artabotrys siamensis Miq.
- Artabotrys speciosus Kurz ex Hook.f. & Thomson
- Artabotrys spinosus Craib
- Artabotrys stenopetalus Engl. & Diels
- Artabotrys suaveolens (Blume) Blume
- Artabotrys sumatranus Miq.
- Artabotrys taynguyenensis Bân
- Artabotrys tetramerus Bân
- Artabotrys thomsonii Oliv.
- Artabotrys tomentosus Nurainas
- Artabotrys uniflorus (Griff.) Craib
- Artabotrys vanprukii Craib
- Artabotrys veldkampii I.M.Turner
- Artabotrys velutinus Scott-Elliot
- Artabotrys venustus King
- Artabotrys vidalianus Elmer
- Artabotrys vietnamensis Bân
- Artabotrys vinhensis Ast
- Artabotrys wrayi King
- Artabotrys zeylanicus Hook.f. & Thomson

Selon Tropicos (24 juillet 2017) (Attention liste brute contenant possiblement des synonymes) :
- Artabotrys aeneus Jovet-Ast
- Artabotrys aereus Ast
- Artabotrys antunesii Engl. & Diels
- Artabotrys arachnoides J. Sinclair
- Artabotrys aurantiacus Engl. & Diels
- Artabotrys aurantiodorus
- Artabotrys blumei Benth.
- Artabotrys boonei De Wild.
- Artabotrys borneensis Merr.
- Artabotrys brachypetalus Benth.
- Artabotrys brevipes Craib
- Artabotrys burmanicus A. DC.
- Artabotrys cagayanensis Merr.
- Artabotrys camptopetalus Diels
- Artabotrys carnosipetalus Jessup
- Artabotrys caudatus Wall. ex Hook. f. & Thomson
- Artabotrys cinnamomeus Diels
- Artabotrys claessensii De Wild.
- Artabotrys clementis Merr.
- Artabotrys coccineus Keay
- Artabotrys collinus Hutch.
- Artabotrys concolor Pellegr.
- Artabotrys congolensis De Wild. & T. Durand
- Artabotrys corniculatus Merr.
- Artabotrys costatus King
- Artabotrys crassifolius Hook. f. & Thomson
- Artabotrys crassipetalus Pellegr.
- Artabotrys cubittii Chatterjee
- Artabotrys cumingianus S. Vidal
- Artabotrys dahomensis Engl. & Diels
- Artabotrys darainensis Deroin & L. Gaut.
- Artabotrys dielsianus Le Thomas
- Artabotrys djalonis A. Chev.
- Artabotrys esquirolii H. Lév.
- Artabotrys fragrans Jovet-Ast
- Artabotrys gossweileri Baker f.
- Artabotrys gracilis King
- Artabotrys grandifolius King
- Artabotrys hainanensis R.E. Fr.
- Artabotrys hamatus Benth.
- Artabotrys harmandii Finet & Gagnep.
- Artabotrys havilandii Ridl.
- Artabotrys hexagonolobus Priyanti
- Artabotrys hexapetalus (L. f.) Bhandari
- Artabotrys hienianus Bân
- Artabotrys hildebrandtii O. Hoffm.
- Artabotrys hirtipes Ridl.
- Artabotrys hispidus Sprague & Hutch.
- Artabotrys hongkongensis Hance
- Artabotrys inodorus Zipp.
- Artabotrys insignis Engl. & Diels
- Artabotrys intermedius Hassk.
- Artabotrys jacques-felicis Pellegr.
- Artabotrys jollyanus Pierre
- Artabotrys kurzii Hook. f. & Thomson
- Artabotrys lanuginosa Boerl.
- Artabotrys lastoursvillensis Pellegr.
- Artabotrys letestui Pellegr.
- Artabotrys libericus Diels
- Artabotrys likimensis De Wild.
- Artabotrys longistigmatus Nurainas
- Artabotrys lowianus Scortechini ex King
- Artabotrys lucidus A. Chev.
- Artabotrys luteus Elmer
- Artabotrys luxurians Ghesq. ex Cavaco & Keraudren
- Artabotrys mabifolius Diels
- Artabotrys macranthus Holthuis
- Artabotrys macrophyllus Hook. f.
- Artabotrys madagascariensis Miq.
- Artabotrys maingayi Hook. f. & Thomson
- Artabotrys malchairi De Wild.
- Artabotrys modestus Diels
- Artabotrys monogynus Merr.
- Artabotrys monteiroae Oliv.
- Artabotrys multiflorus C.E.C. Fisch.
- Artabotrys nicobarianus D. Das
- Artabotrys nigericus Hutch.
- Artabotrys nitidus Engl.
- Artabotrys oblanceolatus Craib
- Artabotrys oblongus King
- Artabotrys odoratissimus Blume
- Artabotrys oliganthus Engl. & Diels
- Artabotrys oligospermus Danguy
- Artabotrys olivaeformis A. Chev.
- Artabotrys oliveri Roberty
- Artabotrys oxycarpus King
- Artabotrys pallens Ast
- Artabotrys palustris Louis ex Boutique
- Artabotrys parkinsonii Chatterjee
- Artabotrys parviflorus Miq.
- Artabotrys petelotii Merr.
- Artabotrys phuongianus Bân
- Artabotrys pierreanus Engl. & Diels
- Artabotrys pilosus Merr. & Chun
- Artabotrys pleianthus Diels
- Artabotrys pleurocarpus Maingay ex Hook. f. & Thomson
- Artabotrys polygynus Miq.
- Artabotrys porphyrifolius Nurainas
- Artabotrys punctulatus C.Y. Wu
- Artabotrys pynaertii De Wild.
- Artabotrys rhopalocarpus Le Thomas
- Artabotrys rhynchocarpus C.Y. Wu ex S.H. Yuan
- Artabotrys robustus Louis ex Boutique
- Artabotrys rolfei S. Vidal
- Artabotrys rosea Boerl.
- Artabotrys rubicundus A. Chev.
- Artabotrys rufus De Wild.
- Artabotrys rupestris Diels
- Artabotrys scortechinii King
- Artabotrys scytophyllus (Diels) Cavaco & Keraudren
- Artabotrys setulosus Mildbr. & Diels
- Artabotrys siamensis Miq.
- Artabotrys sp.-n.-halle-1846
- Artabotrys speciosus Kurz ex Hook. f. & Thomson
- Artabotrys spinosus Craib
- Artabotrys stenopetalus Engl.
- Artabotrys stolonifera Elmer
- Artabotrys stolzii Diels
- Artabotrys suaveolens (Blume) Blume
- Artabotrys sumatranus Miq.
- Artabotrys taynguyenensis Bân
- Artabotrys tetramerus Bân
- Artabotrys thomsonii Oliv.
- Artabotrys tomentosus Nurainas
- Artabotrys trichopetalus Merr.
- Artabotrys trigynus Merr.
- Artabotrys uncata (Lour.) Baill.
- Artabotrys uncatus Baill.
- Artabotrys uncinatus (Lam.) Merr.
- Artabotrys uniflorus Craib
- Artabotrys vanprukii Craib
- Artabotrys velutinus Scott-Elliot
- Artabotrys venustus King
- Artabotrys vidalianus Elmer
- Artabotrys vietnamensis Bân
- Artabotrys vinhensis Jovet-Ast
- Artabotrys wrayi King
- Artabotrys zeylanicus Hook. f. & Thomson